# Marie Ann Salas
Pour les articles homonymes, voir Salas.
Marie Ann Salas Gorboi (née en 1985 à Santiago) est un mannequin chilien et Miss International Chili 2007.

## Miss International 2007
Marie Ann a représenté le Chili dans Miss International 2007 à Tokyo, au Japon en Octobre 2007. Elle s'est qualifiée pour le Top 15 et la vainqueure était Priscila Perales (Miss Mexique). Avant d'entrer dans la compétition nationale pour Miss International 2007, elle a participé au concours de Miss Univers Chili 2006, mais ne pouvait pas continuer la compétition pour une circonscription de l'accident. La gagnante de cette époque était Belén Montilla.